# Badeniho jazyková nařízení
Badeniho jazyková nařízení je označení pro jazyková nařízení, která 5. dubna 1897 vydali pro Čechy a 22. dubna 1897 pro Moravu předlitavští ministři vnitra (Kazimír Badeni), financí, spravedlnosti, obchodu a orby.
Nařízení novelizovala Stremayrova jazyková nařízení z roku 1880 tím způsobem, že rovnoprávnost češtiny s němčinou měla nadále platit nejen ve vnějším, nýbrž i ve vnitřním úřadování. Kvůli velkému odporu Němců byla ovšem nařízení již 24. února 1898 modifikována novelou, nazývanou jako Gautschova jazyková nařízení.

## Obsah nařízení
Nařízení se skládala ze dvou norem. První norma upravovala užívání zemských jazyků (češtiny a němčiny) při úřadech v Čechách a na Moravě, druhá norma pak určovala podmínky jazykové způsobilosti úředníků.
Nařízení upravující užívání zemských jazyků při úřadech bylo publikováno v českém zemském zákoníku 7. dubna 1897 pod č. 12/1897 z. z. a v moravském zemském zákoníku 25. dubna 1897 pod č. 29/1897 z. z. Stejně jako Stremayrova jazyková nařízení z roku 1880 stanovovala, že soudy a státní úřady podléhající ministerstvům vnitra, financí, spravedlnost, orby a obchodu mají žádosti a podání vyřizovat v jazyce podání (§ 1) a zrovnoprávňovala tedy češtinu s němčinou ve vnějším úředním styku. Badeniho jazyková nařízení ovšem nově zavedla pravidlo, že jazyk podání má být užit i při úředním jednání (§ 7) a zrovnoprávňovala tak češtinu s němčinou i ve vnitřním úředním styku.
Nařízení o jazykové kvalifikaci úředníků bylo publikováno v českém zemském zákoníku pod č. 13/1897 z. z. a v moravském zemském zákoníku pod č. 30/1897 z. z. Stanovovalo povinnost soudních a státních úředníků od 1. července 1901 prokázat znalost obou zemských jazyků slovem i písmem (§ 1) a nařizovalo příslušným úřadům, aby v přechodné době 1897–1901 přijímaly takovým způsobem, aby povinnost dvojjazyčnosti úředníků byla roku 1901 splněna (§ 1).

## Protesty vůči nařízením

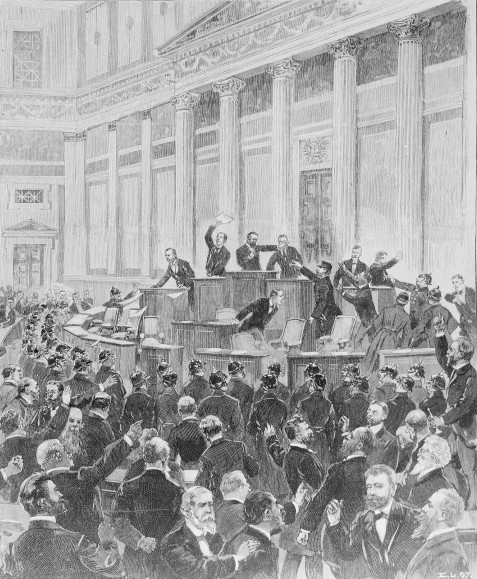
Policejní zásah v poslanecké sněmovně Říšské rady 25. listopadu 1897

Proti nařízením se zvedla velká vlna odporu ze strany Němců. Zatímco pro české úředníky nepředstavoval požadavek dvojjazyčnosti problém, němečtí úředníci by zkoušku z češtiny skládali jen obtížně. V praxi by tak realizace nařízení znamenala nahrazení části německých úředníků českými, a to i v oblastech s velmi nízkým podílem českojazyčného obyvatelstva.
Němečtí poslanci proto již 9. dubna 1897 předložili v Říšské radě návrh na zrušení jazykových nařízení parlamentem. Když s tímto návrhem neuspěli, zahájili obstrukce, kvůli kterým ministerský předseda Kazimír Badeni nechal poslaneckou sněmovnu 2. června 1897 uzavřít. Toto opatření ovšem nezabránilo dalšímu vyhrocení situace. Během léta se v německých oblastech v českých zemích konaly protivládní a protičeské demonstrace, které někdy přerůstaly i v drancování českých obydlí. Po obnovení sněmovního jednání na podzim 1897 obstrukce navíc pokračovaly s ještě větší silou. Sněmovna byla proto 27. listopadu opět uzavřena. Nepokoje se však přenesly do ulic Vídně, kromě policie proti demonstrantům muselo zasahovat i vojsko, a tak Badeni pro uklidnění situace 28. listopadu 1897 podal demisi.
Nový ministerský předseda Paul Gautsch pak Badeniho jazyková nařízení modifikoval novými nařízeními z 24. února 1898, jež byla v českém a moravském zemském zákoníku publikována 5. března 1898 a získala název Gautschova jazyková nařízení.